# Meersburg
Meersburg település Németországban, azon belül Baden-Württembergben. Lakosainak száma 6168 fő (2023. december 31.).

## Népesség
A település népessége az elmúlt években az alábbi módon változott:
| Lakosok száma | 4699 | 5776 | 5846 | 5944 | 5944 | 6026 | 6142 | 6168 |
|               | 1975 | 2015 | 2017 | 2018 | 2019 | 2021 | 2022 | 2023 |